# 杉山裕之
杉山 裕之（すぎやま ひろゆき、1977年4月23日 - ）は、日本のお笑いタレントであり、お笑いトリオ我が家のツッコミ担当。
埼玉県出身。ワタナベエンターテインメント所属。

## 経歴
1977年、埼玉県で生まれる。名前は同郷（上尾市）で元プロ野球選手の山崎裕之に由来する。
1997年頃、中学校からの同級生だった谷田部とコンビ「ルーキーズ」を結成した。2003年、俳優志望だった坪倉が加入し、「我が家」が誕生した。
2010年7月、フジテレビのバラエティ番組『オレワン』の収録中に左肩関節を脱臼骨折する全治8週間の怪我を負った。
2012年8月26日、同年10月からワタナベエンターテインメント九州事業本部所属になることが判明。しかし半年足らずで杉山のレギュラー番組は全て消滅。2022年現在は東京本社へ戻っている。

## 芸風
『爆笑レッドシアター』内のコーナー「ツッコミ選手権」ではトップバッターであるにもかかわらず、細かいところまできちんと見るツッコミを見せ準優勝となった。(優勝はジャルジャルの福徳秀介)

## 人物
中学時代はサッカー部に所属しており、キャプテンを任されていた。（なお、現在その中学校のサッカー部は廃部となった。）
特技はパチンコのマイクパフォーマンス。 『爆笑レッドカーペット』で司会の今田耕司から「若いのに哀愁がある。昼休みにベンチで一人でおにぎり食べてそう」と言われていた。
2009年8月12日放送分『爆笑レッドシアター』内のコーナー「レッドカジノ」で本気で付き合いたい女芸人として、吉野ももみの名前を挙げた。杉山の紹介により、番組放送後、吉野がYahoo! Japanなどの検索ランキングで上位に入った。
2009年初頭に禁煙を始めたが、3か月と持続せずにそれを隠していた。喫煙している場面を池田一真に見られ、いつもはツッコんでいる我が家メンバーの坪倉にツッコまれ、たじろいでいた。2009年秋頃に、喉が痛み、咳が止まらなかったため診察を受けた結果、ポリープが発見されたことで、再び禁煙を決意しているとのこと。
2012年2月26日、『ヒルナンデス!』の企画で東京マラソン2012に出場するが、日頃の不摂生や練習不足に加え、レース中に携帯電話で遠藤章造と談笑するといった振る舞いも影響して、制限時間切れでリタイアした。

## 酒にまつわるトラブル
酒癖が悪く、それで一時期九州事務所に異動となった原因の一端であると事務所関係者から言われている。宮迫博之の頭をいきなり叩いたり、博多華丸がカラオケで熱唱しているところを何度も止めるなどして、本気で怒らせ、別の酒の席では事務所の大先輩である中山秀征、恵俊彰に対し「全然面白くないんですけど」と無礼な発言を連発し、中山が「あいつは辞めさせろ」と激怒したという。さらに別の機会には、同じく事務所の先輩であるゴルゴ松本が、「上下関係をわかってなかったから」という理由で杉山を「ボコボコにした」ことを松本自身が告白している。
また、杉山と地元が同じ岩井勇気からも「息の根を止めたい人」1位に挙げられている。以前より、岩井が杉山から呼び出しを受けることが多かったが、ある日の深夜、岩井がネタ作りをしていた際、杉山が強引に岩井を呼びつけ、ネタ作りのために帰りたい岩井を同席していた見ず知らずの女性とともに酔っ払って夜中の1時半から朝の6時まで説教し、しかも飲み代は割り勘、岩井は「この人だけは殺そう」と、別れ際に思ったといい、その怒りは「ガチのやつです」と述べている。
爆笑レッドシアターで共演していた内村光良に対しても「白いんだよ！」、「さまぁ〜ずとばっか仕事しないでナンチャンと仕事しろよ！」、「映画監督やったからって偉いと思うなよ！」等の暴言を吐いている。事務所の後輩だったブルゾンちえみに対しても泣かせるまで説教した上、それを止めようとした相方の坪倉に対しても逆ギレ。その3ヶ月後にも相方の坪倉と口論となった際に吸っていたタバコを投げつけ、「殴りたかったら殴れよ」と言った坪倉を本当に殴る、という事件も起こしており、坪倉からも「（杉山の酒癖の悪さが原因で）3人の仕事が減っている」「酒をやめるか、『我が家』をやめるか」と苦言を呈されている。2019年9月10日放送の『ロンドンハーツ』で取り上げられたが、「3杯まではお酒を飲ましてくれ」と発言して、出演者を呆れさせた。
これを受けて、2019年11月～12月、我が家公式YouTubeチャンネルで『我が家・杉山の悪口を1000個いただくまで帰れない酒場』が配信された。

## 出演
トリオとしての出演は我が家の項を参照。

### テレビ
- スター☆ドラフト会議（日本テレビ、2011年4月12日 - 2013年3月5日） - イジリ隊
- 男のザップ 生イキ! ジャンポケクルーズ（BSスカパー、2016年5月12日）

### テレビドラマ
- 鼠、江戸を疾る（2014年1月9日 - 3月20日、NHK） - 太助 役
- トットてれび（2016年、NHK） - ハナ肇 役
- 連続テレビ小説「とと姉ちゃん」（2016年、NHK）- 根本 役
- 科捜研の女（2018年） - 濱田健吾 役

### 映画
- 翔んで埼玉 〜琵琶湖より愛をこめて〜（2023年11月23日、東映） - 西武新宿線代表 役[11]